# The Daktaris
The Daktaris ("os doutores" em suaíli), foi um projeto de estúdio de funk e afrobeat do Brooklyn. Após a gravação do álbum, alguns de seus membros passaram a fazer parte dos Dap-Kings e Antibalas, e inclui o veterano baterista camaronês Jojo Kuo na bateria, vocais e percussão. O nome do grupo foi inspirado no programa de TV Daktari, uma série dramática familiar americana que foi ao ar na CBS entre 1966 e 1969, sobre um fictício Centro de Estudos de Comportamento Animal na África Oriental.
Baseando seu som no estilo dos músicos africanos dos anos 1970 como Fela Kuti e Mulatu Astatke, The Daktaris criaram uma história fictícia nigeriana para o álbum Soul Explosion, que incluía nomes de pessoal criados pelo vocalista do TV on the Radio, Tunde Adebimpe, uma capa vintage e um selo "Produced in Nigeria". O grupo faz referência às suas origens apócrifas na faixa "Eltsuhg Ibal Lasiti", que ao contrário, lê-se "It Is All A Big Hustle".
Soul Explosion foi originalmente gravado em 1997 e lançado pela primeira vez em 1998 pelo selo Desco. Foi reeditado pela Daptone Records em 2004.

## Refrências
1. ↑  Huey, Steve. The Daktaris (em inglês) no AllMusic
2. 1 2  Gale, Ezra (2001). «Antibalas Afrobeat Orchestra». Miami New Times
3. 1 2  «Daktari (TV Series 1966–1969) - IMDb». IMDb
4. ↑  Daphne Carr; Nelson George (6 de outubro de 2008). Best Music Writing 2008. [S.l.]: Da Capo Press. p. 141. ISBN 978-0-306-81734-2. Consultado em 13 de novembro de 2011
5. ↑  Gale, Ezra (2009). «A Beginner's Guide to the Daktaris». The Village Voice